# Estay de proa

Principales partes de una embarcación de vela.
1 - vela mayor 2 - foque 3 - spinnaker 4 - casco 5 - quilla (en la imagen, una orza) 6 - timón 7 - skeg o alerón 8 - mástil 9 - cruceta 10 - obenque 11 - escota de mayor 12 - botavara 13 - mástil 14 - tangón 15 - backstay 16 - estay de proa 17 - contra

En un barco de vela, el estay de proa (a veces escrito stay de proa) es el cable principal que sujeta el mástil a la proa, impidiendo que caiga hacia popa, y donde se iza la vela triangular de proa. Puede ir sujeto al extremo superior del mástil o a una distancia de hasta 1/4 de tal extremo.